# Befinden
Befinden und Befindlichkeit bezeichnen das subjektive Empfinden und Erleben eines körperlich-seelischen Allgemeinzustandes. Positives Befinden wird als Wohlbefinden bezeichnet.

## Begriffliche Extension
Befinden und Befindlichkeit können subjektiv als positiv oder negativ erlebt werden. Die positive Wertung des Befindens wird als Wohlbefinden, die negative als Befindlichkeitsstörung bezeichnet. Diese Wertung kann von einem jedem Menschen selbst ausgehen oder auch als Fremdbeurteilung von anderen getroffen werden, indem der subjektiv entstandene Zustand beschrieben wird, in dem ein Mensch gefunden wird. In der medialen sprachlichen Wendung des Sich-Befindens ist beides angesprochen. Der mit dem Befinden bewertete Zustand stellt eine Alternativbezeichnung dar gegenüber dem oft einseitig auf krankhafte Symptome und auf Beschwerdeäußerung ausgerichteten Gewinnen subjektiver Daten. Oft können diese Daten nicht eindeutig einem Krankheitsbild zugeordnet werden, wie z. B. bei dem Allgemeinsymptom der Müdigkeit, das sowohl durch organische Krankheit hervorgerufen, als auch durch Übermüdung eher funktionell bedingt sein kann. Die Schilderung des Befindens ist frei von medizinischer Systematik. Der Zustand, in dem sich ein Mensch befindet oder auch – in dem er gefunden wird –, ist sowohl durch körperliche als auch seelische Einflüsse unterschiedlicher Art bestimmt. Sie sind oft nicht sicher gegeneinander abgrenzbar und werden u. a. auch als Zönästhesien oder Leibgefühle bezeichnet. Häufig spielen körperlich-seelische Korrelate eine Rolle. Das grundlegende Sich-Befinden wird als Befindlichkeit aufgefasst. Es stellt in der Existenzphilosophie von Martin Heidegger (1889–1976) ein Existential dar, ein sozusagen kategoriales Merkmal menschlichen Lebens. Es macht die Befindlichkeit eines Menschen aus, dass sein Befinden ständigen Schwankungen ausgesetzt ist, und er dabei sein eigenes Gleichgewicht finden und bewahren muss. Dieses Gleichgewicht kann als Gesundheit angesehen werden.

## Befinden und Befund
Versteht man unter Befinden den subjektiven Anteil eines Zugangs zum eigenen Bewusstsein (siehe → Selbstbewusstsein und → Selbstwert), so ist der Befund als das eher objektive Gegenstück dazu anzusehen. Es gibt keine einfache Korrelation zwischen Befinden und Befund. Vielmehr bestehen vier Gruppen unterschiedlicher Beziehungen:
1. subjektiv gutes Befinden – kein objektiver Befund
2. subjektiv gutes Befinden – objektiv vorhandener pathologischer Befund
3. subjektive Beschwerden – kein objektiver Befund
4. subjektive Beschwerden – objektiv vorhandener pathologischer Befund

Der von einer anderen Person festgestellte Befund, der im Extremfalle von einem Arzt erhoben wird, kann u. U. auch von einer vertrauten Person registriert werden. Damit kommt ggf. bei dem Betroffenen ein Prozess der Selbstbeobachtung und Selbsterkenntnis in Gang. Karl Jaspers (1883–1969) benennt die Divergenz von Befinden und Befund als Befund ohne (entsprechendes) Krankheitsbewusstsein (Gruppe 2) oder als Krankheitsgefühl ohne (entsprechenden) Befund (Gruppe 3), siehe auch → Krankheitseinsicht. Hans-Georg Gadamer (1900–2002) hat die ontologischen Erörterungen Heideggers vertieft. Das Eingreifen des Arztes ändert an der Selbsteinschätzung der eigenen Person nichts Grundsätzliches. Wird ein Arzt konsultiert, so tritt dieser jeweils in die ganz bestimmte Lebenssituation einer Person ein und veranlasst sie ggf. zu einer Krankheitseinsicht. Dies geschieht, indem diese betroffene Person versucht, eine verobjektivierende Distanz zu sich selbst zu gewinnen (siehe → Subjekt-Objekt-Spaltung). Dennoch ist die zentrale, nicht in Gefühle oder Stimmungen differenzierte Gestimmtheit, durch die sich der Mensch in seinem Verhalten getragen und bestimmt erlebt, von ihm nicht beherrschbar. Er wird vielmehr in einem Sich-Befinden bestimmt, das nach Heidegger der Stimmung durch Wissen und Willen Herr zu werden versucht oder aber dieses Ziel durch Erwecken einer Gegenstimmung zu erreichen bemüht ist.

## Plaziertheit
Die Frage: „Wo befindet sich eigentlich ein Mensch bei einem ganz bestimmten Befinden?“ kann mit Hinblick auf das schon Gesagte damit beantwortet werden, dass die als Gleichgewicht angesprochene Homöostase in einem unüberschaubaren Geflecht körperlich-physiologischer, psychischer und sozialer Spannungsverhältnisse begründet werden muss, die als die eigene Welt des Betroffenen anzusehen ist (→ In-der-Welt-Sein) bzw. als „Geworfenheit des Seienden in sein Da“. Der von Karl Jaspers (1883–1969) geprägte Begriff der Grenzsituation bezeichnet die Unzuverlässigkeit der Welten und damit auch die Frage nach der wirklich tragfähigen Welt. Ludwig Binswanger (1881–1966) unterschied:
1. Die Eigenwelt als die persönliche Welt, die als das innerste Selbst den Geist und ggf. die Beziehung zum eigenen Körper umfasst, aber auch etwa von bestimmten eigenen Ängsten geprägt sein kann.
2. Die Umwelt als die gegenständliche Umwelt der Möbel, Kleider Gebäude, bereisten Länder, auch bisweilen des eigenen Körpers und der Organe, die von der eigenen Person als peripher und distanziert betrachtet werden kann.
3. Die Mitwelt als die soziale Welt, die die Beziehungen zu Einzelpersonen, zur Gemeinschaft und zur Kultur enthält.

Die Vielfalt der Welten kommt in den seit Sigmund Freud (1856–1939) gewandelten Auffassungen der Objektbeziehungstheorien zum Ausdruck. Das Befinden kann als topologischer Begriff verstanden werden ›zwischen‹ dem – kausalen Einflüssen ausgesetzten – Leib und der eher final organisierten Seele. Psychische Spannungsverhältnisse wie z. B. durch Hunger hervorgerufene Befindlichkeiten und Bewusstseinszustände sind durch Störungen dieses Gleichgewichts bedingt, vgl. a. Anorexia nervosa. Sie können als mehr oder weniger gravierende Befindlichkeitsstörungen bezeichnet. Hans-Georg Gadamer (1900–2002) greift hier das Beispiel der Affenversuche von Wolfgang Köhler (1887–1967) auf. Es dient als Grundlage einer Theorie des Bewusstseins als dem Bewusstsein einer Störung. In der Sprache der Philosophie und Psychologie sind hierbei Umweltbedingungen bedeutsam. Als „Mittellage“ dieses Gleichgewichtszustands nimmt Gadamer die funktionierende Selbstbezüglichkeit eines jeden Menschen an, die in der Lage ist, das Störende auszugleichen oder das, ›was einem fehlt‹ zu ersetzen. Bleibende Störungen dieser Selbstbezüglichkeit vermögen dieses verlorene Gleichgewicht nicht mehr wieder zu ersetzen oder es neu wiederzugewinnen.

## Gestimmtsein
Die Stimmung ist ein für die menschliche Gesamtverfassung entscheidender Faktor. Er ist wechselhaften Einflüssen ausgesetzt und bedarf daher ständiger individueller Balance zur Herstellung einer ausgewogenen Gemütslage. Heidegger bezeichnete die Stimmung als Befindlichkeit.

„Was wir ontologisch mit dem Titel Befindlichkeit anzeigen, ist ontisch das Bekannteste und Alltäglichste: die Stimmung, das Gestimmtsein.“

Der u. U. erfolgende Vorrang von Wissen und Wollen über die Gestimmtheit als Möglichkeit zu ihrer Beherrschung darf nicht dazu verleiten, Gestimmtsein als die unverkennbar ursprüngliche Seinsart des Daseins außer Acht zu lassen.

## Kritik
Das Feststellen des eigenen subjektiven Befindens erfordert ein gewisses Maß an Introspektion. Erfolgt diese Beobachtung durch eine selbst nicht betroffene Person (Feststellen des inneren „Befundes“), so wird dazu ein gewisses Maß an Einfühlungsvermögen vorausgesetzt. Dabei ist es gleichgültig, ob der entsprechende Ansatz mehr phänomenologisch oder psychodynamisch ausgerichtet ist. Als Vertreter der Phänomenologie und zugleich der klassischen deutschen Psychiatrie forderte Karl Jaspers (1883–1969), dass bis zu den Einzeltatbeständen des Erlebens vorgedrungen werden müsse, um zu einem angemessenen Urteil zu gelangen. Der einfühlende Ansatz einer verstehenden Psychologie ist auch als innenpsychologischer Aspekt bezeichnet worden. Man kann die Psychoanalyse und die Analytische Psychologie dazu zählen. Die innenpsychologische Sichtweise geht davon aus, dass die stets noch vorhandenen gesunden Kräfte und Reaktionsweisen eines Betroffenen genutzt werden müssen. Diese Haltung stimmt meist auch mit einer gegenüber der Psychotherapie aufgeschlossenen Einstellung überein. Eine außenpsychologische Haltung wird andererseits eher mit einer positivistisch verstandenen Vermögenspsychologie gleichgesetzt. Hier fallen die Defekte, Störungen und Unfähigkeiten des Betroffenen und sein Nicht-Können eher ins Gewicht, die rein deskriptiv erfasst werden. Die außenpsychologisch und empirisch vorgehende Einstellung ist durch den Behaviorismus gefordert worden. Das bestimmt auch den eher kustodialen Umgangsstil mit dem Betroffenen. Dieser besteht darin, den Patienten zu überwachen, bewachen und zu versorgen. Um das subjektive Erleben von der der objektiv beschreibenden Psychophysiologie abzugrenzen, vertrat Wilhelm Wundt (1832–1920) die Auffassung, dass eine seelische Tatsache völlig mit einer Bewusstseinstatsache übereinstimme. Er bekannte sich damit zu der seit dem 17. bis 18. Jahrhundert aufgekommenen Bewusstseinspsychologie. Kritik ist angebracht, wenn die Vor- und Nachteile beider Aspekte nicht genügend differenziert werden. Häufig entstehen Missverständnisse zwischen Psychologen und Psychiatern, wenn einseitige Standpunkte vertreten werden. Versteht man das Befinden als den körperlich-seelischen Allgemeinzustand, in dem ein Mensch von anderen „gefunden wird“, so besteht Gefahr, dass dieses Befinden in Begriffsschablonen gefasst wird, die seinem Erleben nicht entsprechen und er somit auf einen solchen psychologischen oder psychopathologischen „Befund“ reduziert wird. Man wird dem Menschen vor allem dann nicht gerecht, wenn man sein Befinden wie etwa Hoffnung, Sorge, Liebe, Enttäuschung, Hass und Verzweiflung zu sehr in psychopathologische Begriffe fasst (Pathologisierung). Trauer ist mehr als Depression und Freude mehr als Euphorie. Die Medizinsoziologie spricht gern von „Befinden und Verhalten“, womit der subjektive innenpsychologische und der objektive außenpsychologische Aspekt gemeinsam angesprochen werden.
Hans Walter Gruhle (1880–1958) äußert sich in psychiatrisch-psychologischem Zusammenhang kritisch zur Existenzphilosophie. Sein Lehrbuch enthält neben Stellungnahmen zu Martin Heidegger auch zahlreiche kritische Hinweise zu anderen Autoren wie Søren Kierkegaard und Otto Friedrich Bollnow.